# Petr Kaplan
Petr "Pete" Kaplan (* 16. Juni 1940 in Ostrava; † 26. August 2007 in Prag) war ein tschechischer Rocksänger und -gitarrist.
Kaplan studierte bis 1958 Elektrotechnik an der Tschechischen Technischen Universität Prag und gründete dort Samuels (auch: Samuel's Band), eine der ersten Rockbands in der Tschechoslowakei. Nach dem Abschluss des Studiums löste sich die Band auf, und Kaplan und der Bassgitarrist Pavel Chrastina gingen zu Pavel Sedláčeks Studiengruppe Big Beat (später Gruppe EP Hi-fi).
1963 wurde Kaplan zum Militärdienst eingezogen. Nach der Rückkehr war er von 1964 bis 1965 Mitglied der Gruppen Mefisto und Extase und schloss sich dann František Ringo Čechs Rogers Band an, die sich an amerikanischem Rhythm-and-Blues und Rock ’n’ Roll orientierte. Mit der Gruppe nahm er am 1. Tschechoslowakischen Beat-Festival in Prag teil. Anfang 1968 reaktivierte er u. a. mit seinem Bruder Přemek Kaplan und Miki Volek die Samuel's Band, die beim 2. Tschechoslowakischen Beat-Festival teilnahm und bei Supraphon eine EP und eine LP veröffentlichte.
1975 trat Kaplan mit der Gruppe Groš im Semafor auf. Mit Petr Janda und der Gruppe Olympic spielte bei einer Rock-’n’-Roll-Konzertfeier 1980 Evergreens wie Chuck Berrys Johnny B. Goode und Roll Over Beethoven, die bei Supraphon auf einer LP erschienen. Beim Konzert "30 Jahre Rock'n'Roll" der Gruppe Mefisto 1989 spielte er Gitarre an der Seite von Musikern wie Pavel Sedláček, Pavel Bobek, Viktor Sodom und Petr Janda. Die Platte erschien ein Jahr später auf dem Label M-Art.